# وايت-ويستينغهاوس
وايت-ويستينغهاوس (بالإنجليزية: White-Westinghouse)‏، هي شركة أمريكية ترجع ملكيتها لشركة سي بي إس القابضة، وهي تقوم بصناعة الأجهزة المنزلية كالثلاجات ووالغسالات والمكيفات وغيرها من الأجهزة المنزلية الأخري، أسست سنة 1975م، ولها فروع في القارتين الأمريكية الشمالية الجنوبية الإمارات العربية المتحدة، ويوجد العديد من مراكز الصيانة منتشرة حول العالم، المعروفة باسم صيانة وايت وستنجهاوس، خاصة في الشرق الاوسط وأفريقيا.